# Villasur de Herreros
Villasur de Herreros es un municipio y localidad española de la provincia de Burgos, en la comunidad autónoma de Castilla y León, comarca de Alfoz de Burgos, partido judicial de Burgos.

## Geografía

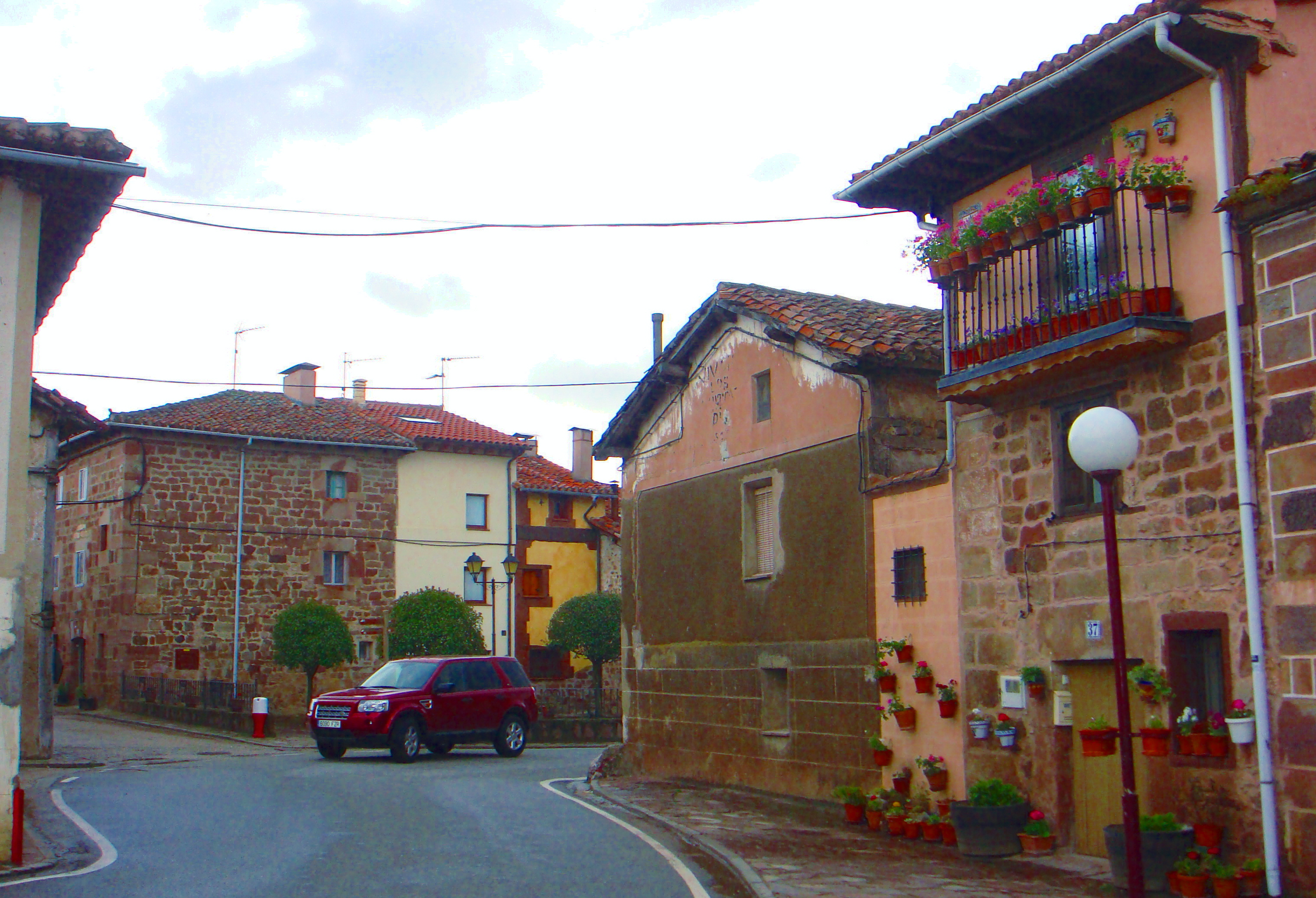

El término de Villasur se sitúa al centro-este de la provincia de Burgos entre los municipios de Arlanzón, Villorobe (desaparecido) y Pineda de la Sierra. Pertenece al partido judicial de Burgos y a la comarca del Valle Alto del Arlanzón. 
Se encuadra en la Meseta Central al pie de la sierra de la Demanda por su parte oeste, con altitudes superiores a los 1000 metros. Comprende dos núcleos de población, Villasur y Urrez que se encuentran a una altitud de 1028 y 1149 metros respectivamente.

### Hidrografía

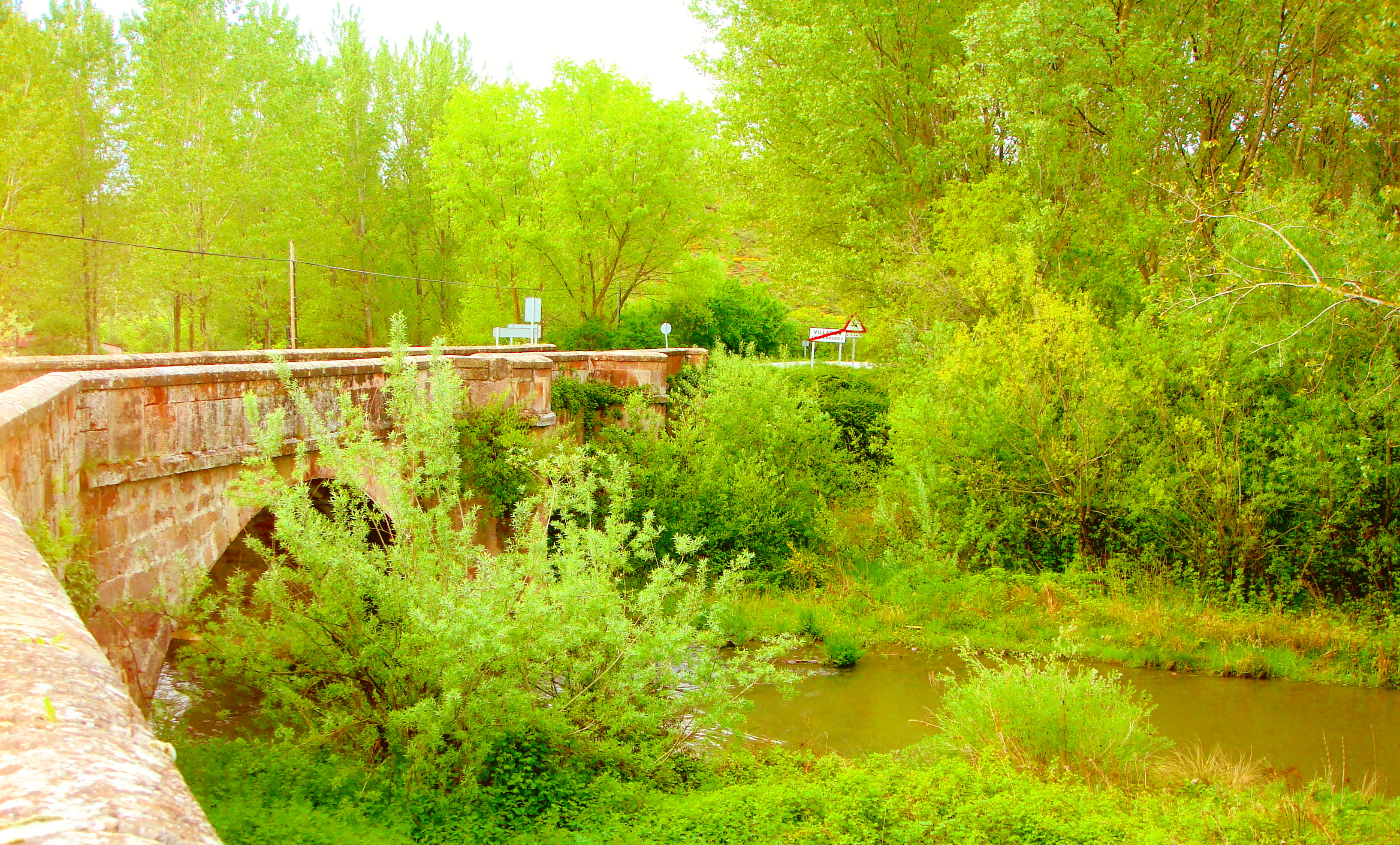
Río Arlanzón a su paso por la localidad

En la cuenca del Duero, regado por el río Arlanzón, aguas abajo de los embalses de Arlanzón y de Úzquiza y desde su término se suministra agua potable a todo el Alfoz de Burgos.

### Clima
Las temperaturas son más frías durante los meses de diciembre y enero, por debajo de los 0 °C, llegando habitualmente a los -8 °C . Las temperaturas altas corresponden a los meses de julio y agosto. Los vientos dominantes son del NE, fríos y secos y los del SW, templados y húmedos. Las lluvias se suelen producir con éstos vienos cálidos, siendo el mes más lluvioso noviembre (720 mm) y el más seco agosto (131 mm). Según la clasificación climática de Köppen, Villasur de Herreros tiene un clima oceánico Cfb (templado sin estación seca). 
| Parámetros climáticos promedio de Villasur de Herreros (pantano de Arlanzón) en el periodo 1961-2003 | Parámetros climáticos promedio de Villasur de Herreros (pantano de Arlanzón) en el periodo 1961-2003 | Parámetros climáticos promedio de Villasur de Herreros (pantano de Arlanzón) en el periodo 1961-2003 | Parámetros climáticos promedio de Villasur de Herreros (pantano de Arlanzón) en el periodo 1961-2003 | Parámetros climáticos promedio de Villasur de Herreros (pantano de Arlanzón) en el periodo 1961-2003 | Parámetros climáticos promedio de Villasur de Herreros (pantano de Arlanzón) en el periodo 1961-2003 | Parámetros climáticos promedio de Villasur de Herreros (pantano de Arlanzón) en el periodo 1961-2003 | Parámetros climáticos promedio de Villasur de Herreros (pantano de Arlanzón) en el periodo 1961-2003 | Parámetros climáticos promedio de Villasur de Herreros (pantano de Arlanzón) en el periodo 1961-2003 | Parámetros climáticos promedio de Villasur de Herreros (pantano de Arlanzón) en el periodo 1961-2003 | Parámetros climáticos promedio de Villasur de Herreros (pantano de Arlanzón) en el periodo 1961-2003 | Parámetros climáticos promedio de Villasur de Herreros (pantano de Arlanzón) en el periodo 1961-2003 | Parámetros climáticos promedio de Villasur de Herreros (pantano de Arlanzón) en el periodo 1961-2003 | Parámetros climáticos promedio de Villasur de Herreros (pantano de Arlanzón) en el periodo 1961-2003 |
| Mes | Ene.                                                                                                 | Feb.                                                                                                 | Mar.                                                                                                 | Abr.                                                                                                 | May.                                                                                                 | Jun.                                                                                                 | Jul.                                                                                                 | Ago.                                                                                                 | Sep.                                                                                                 | Oct.                                                                                                 | Nov.                                                                                                 | Dic.                                                                                                 | Anual                                                                                                |
| --- | --- | --- | --- | --- | --- | --- | --- | --- | --- | --- | --- | --- | --- |
| Temp. media (°C) | 2.5                                                                                                  | 3.2                                                                                                  | 5.1                                                                                                  | 6.5                                                                                                  | 10.6                                                                                                 | 14.3                                                                                                 | 17.1                                                                                                 | 17.5                                                                                                 | 14.6                                                                                                 | 10.2                                                                                                 | 5.6                                                                                                  | 3.1                                                                                                  | 9.2                                                                                                  |
| Precipitación total (mm) | 95.6                                                                                                 | 79.8                                                                                                 | 77.1                                                                                                 | 99.5                                                                                                 | 98.4                                                                                                 | 67.0                                                                                                 | 33.3                                                                                                 | 31.5                                                                                                 | 57.1                                                                                                 | 96.8                                                                                                 | 104.1                                                                                                | 118.2                                                                                                | 958.4                                                                                                |
| Fuente: Ministerio de Agricultura, Alimentación y Medio Ambiente. Datos de precipitación para el periodo 1961-2003 y de temperatura para el periodo 1963-2003 en Villasur de Herreros (embalse de Arlanzón) 7 de noviembre de 2012 | | | | | | | | | | | | | |

## Medio ambiente
Coto privado de caza BU-10.372, de 201,5472 ha en los parajes de «Las Meriendas y la Ralda»

### Vegetación
En consonancia con la altitud y dureza del clima, estando compuesta por una gran riqueza forestal y un medio físico valioso.

## Historia

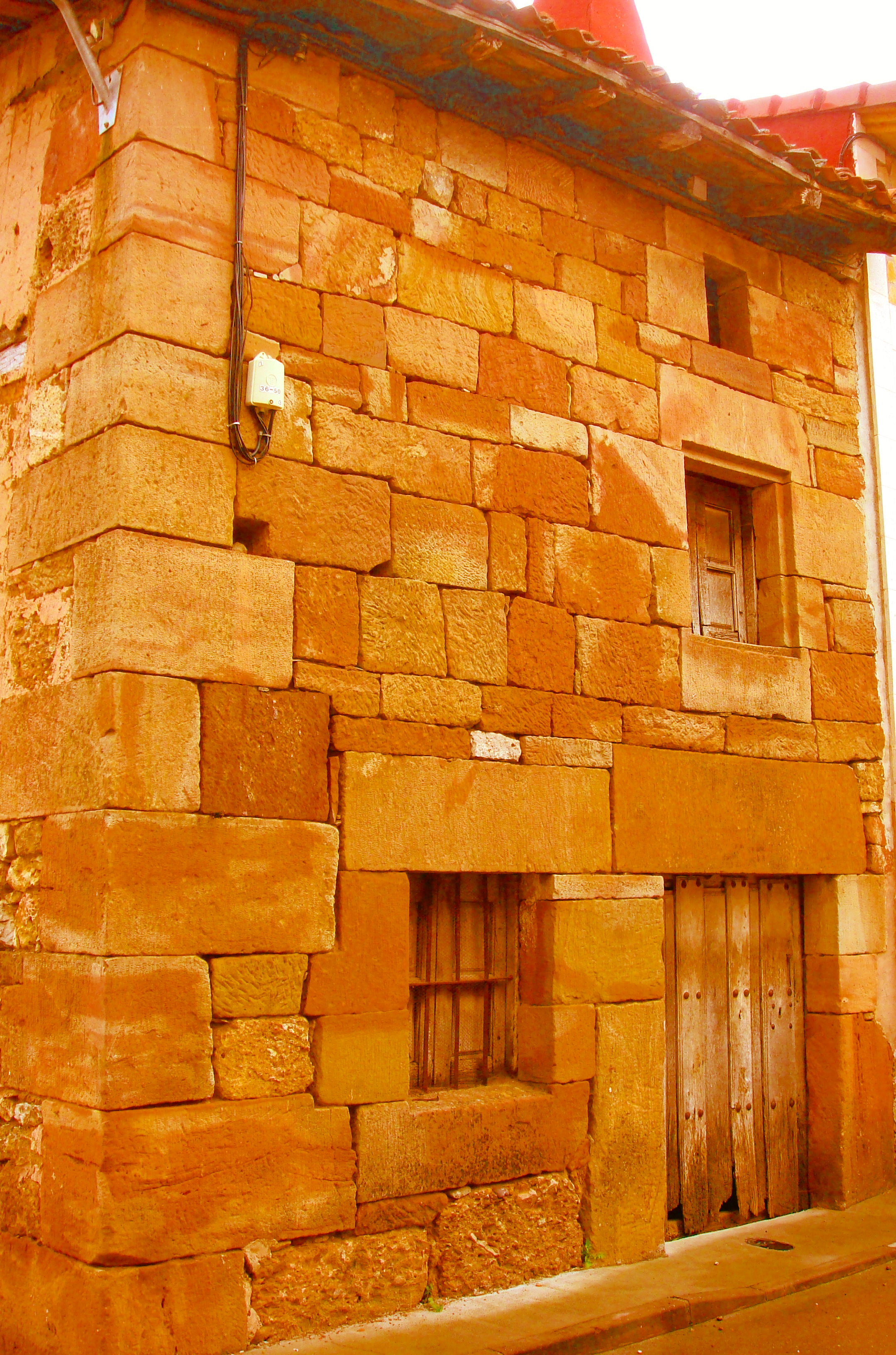
Arquitectura popular

Los Ansúrez repoblaron la zona de los montes de Oca (Burgos) a mediados del siglo IX con poblaciones como Villanasur y Villasur de Herreros, que probablemente deban su nombre a un Ansúrez, Villanasur Villasur (asur-ansur).
La antigua iglesia de Vezares, in alfoce Auka, recibe del buen conde Fernán González en 964 derechos de pastos y corte de maderas en los montes de Urrez, Brieva y Caprera. Villasur pertenecía aún en 1237 al alfoz de Villafranca Montes de Oca, eximiéndose de su jurisdicción durante el reinado de San Fernando.
Villa perteneciente a la categoría de villas solas en el partido de Juarros, con jurisdicción de señorío eclesiástico ejercida por el Arzobispado de Burgos que nombraba su realengo y alcalde Ordinario. 
A la caída del Antiguo Régimen se constituye en municipio, en el Partido de Burgos perteneciente a la región de Castilla la Vieja, que en el censo de la matrícula catastral contaba con 186 hogares y 63 vecinos. 
Este municipio crece al incorporar al municipio vecino de Urrez y a raíz de la construcción del embalse de Úzquiza queda agregado el término de Villorobe, que a su vez tenía agregados los municipios de 095052 Herramel y 095163 Uzquiza, también anegados por la construcción del embalse.

## Demografía
Villasur de Herreros cuenta con una población de 274 habitantes (INE 2024).
| Gráfica de evolución demográfica de Villasur de Herreros entre 1842 y 2021 |
| |
| Población de derecho según los censos de población del INE. Población de hecho según los censos de población del INE.Entre el censo de 1981 y el anterior, crece el término del municipio porque incorpora a Urrez. Entre el censo de 1991 y el anterior, crece el término del municipio porque incorpora a Villorobe. |

## Urbanismo
Normas Subsidiarias que comprenden los núcleos urbanos de Villasur y Urrez, aprobadas el 5 de julio de 2000.

## Economía
Fundamentalmente forestal y ganadera, complementada con el turismo dadas las excelentes características del medio físico. La reciente puesta en funcionamiento del pantano ha ocasionado importantes pérdidas de superficie de cultivo. Ambos embalses regulan por completo la cuenca y suministran agua para riego y abastecimiento, hecho que obliga a proteger el cauce con restricción de usos en el entorno.
La mejora ganadera ha posibilitado la denominación de origen para la carne de ternera conocida como carne de vacuno Sierra de la Demanda, cuya sede se encuentra en esta localidad , promovida por la Asociación de Ganaderos de la Sierra de la Demanda (AVASIDE) data de 1999 y cuenta con treinta y seis socios, entre ganaderos y carniceros.
El municipio pertenece a la Asociación Grupo de Acción Local AGALSA-Sierra de la Demanda que participa en la iniciativa comunitaria Leader II y tiene su sede en la vecina villa de Pineda.

## Cultura

### Patrimonio

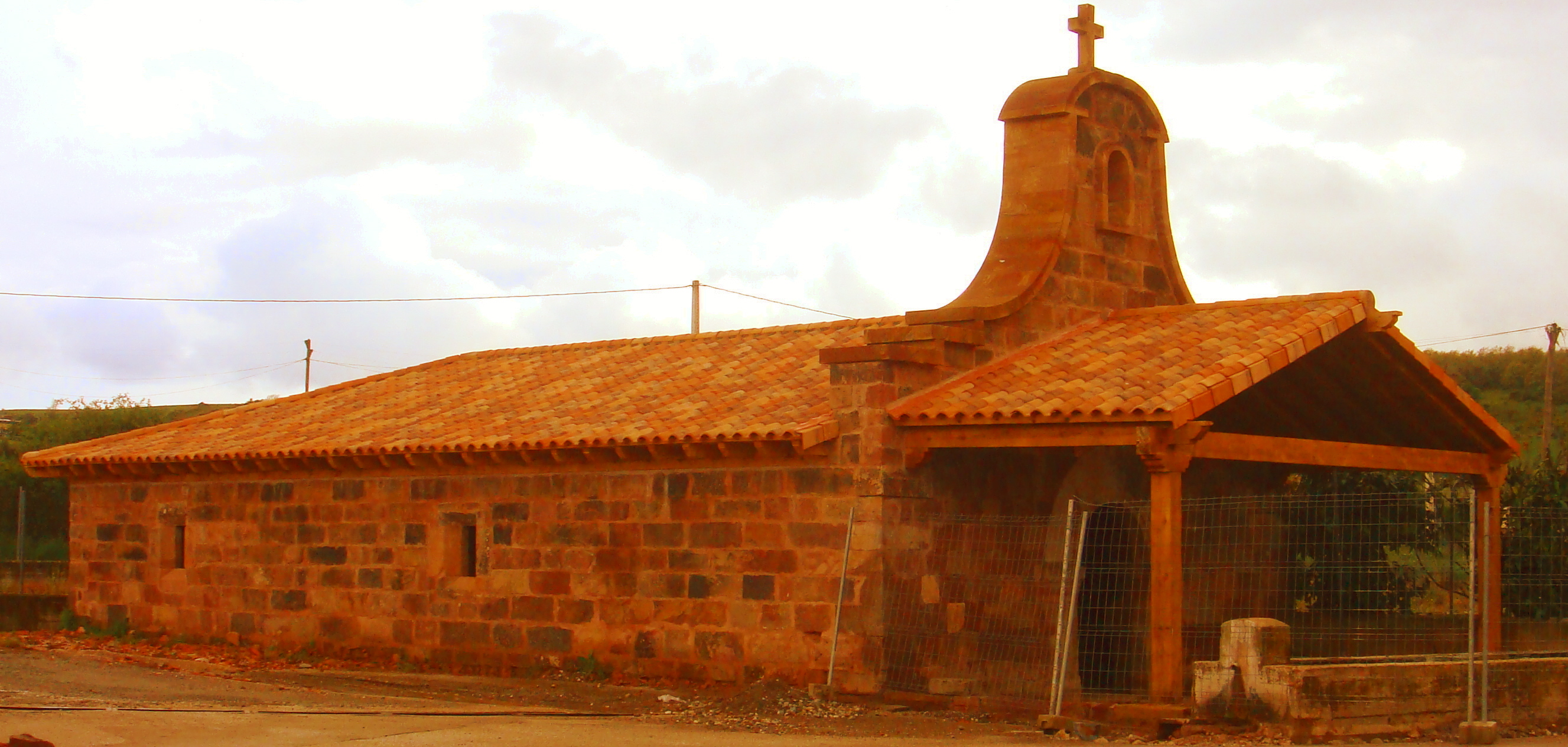
Ermita de San Roque

- Iglesia de Nuestra Señora de la Asunción, muralla medieval, puente románico sobre el río Arlanzón, ermita de San Roque, centro cívico y social.
- Punto información Turística El Molino.
- Zona etnográfica, con potro, fragua, horno.
- Antiguas minas de carbón.

### Museo del Tren Minero
Situado en la antigua ermita de San Roque, la exposición se completa con un centro de interpretación de las actividades mineras y forestales de la comarca, fundamentalmente relacionadas con la construcción del ferrocarril Villafría - Monterrubio de la demanda.

### Fiestas
- 15 de agosto y 16 de agosto, Nuestra Señora y San Roque.
- 24 de septiembre, Nuestra Señora de La Merced.
- Martes de Carnaval.
- Mes de mayo: Día de la Vía Verde de la Sierra de la Demanda, antiguo ferrocarril minero Villafría - Monterrubio de la Demanda.
- 15 de agosto, romería a la ermita de San Roque.